# Протичкинское сельское поселение
Протичкинское сельское поселение — муниципальное образование в Красноармейском районе Краснодарского края России. 
В рамках административно-территориального устройства Краснодарского края ему соответствует Протичкинский сельский округ.
Административный центр — хутор Протичка.

## Население
| 2010  | 2012  | 2013  | 2014  | 2015  | 2016  | 2017  |
| ----- | ----- | ----- | ----- | ----- | ----- | ----- |
| 3887  | ↗3924 | ↗3980 | ↗3995 | ↗4015 | ↘3988 | ↘3980 |
| 2018  | 2019  | 2020  | 2021  | 2023  |       |       |
| ↘3923 | ↘3870 | ↘3820 | ↘3401 | ↘3371 |       |       |

## Населённые пункты
В состав сельского поселения (сельского округа) входят 5 населённых пунктов:
| № | Населённый пункт | Тип населённого пункта | Население (чел.) |
| - | ---------------- | ---------------------- | ---------------- |
| 1 | Протичка         | хутор                  | ↗2472            |
| 2 | Элитный          | посёлок                | ↘886             |
| 3 | Заветное         | посёлок                | ↘231             |
| 4 | Казачий Ерик     | посёлок                | ↗258             |
| 5 | Приречье         | посёлок                | ↘40              |